# Свята Палау
Святкові дні у Палау
| Дата                  | Назва                             |
| --------------------- | --------------------------------- |
| 1 січня               | Новий Рік                         |
| 15 березня            | День молоді                       |
| 5 травня              | День літніх людей                 |
| 1 червня              | День президента                   |
| 9 липня               | День Конституції                  |
| 1-й понеділок вересня | День праці                        |
| 1 жовтня              | День Незалежності                 |
| 24 жовтня             | День Організації Об'єднаних Націй |
| Листопад              | День подяки                       |
| 25 грудня             | Різдво                            |